# چرخه حدی
در ریاضیات و مطالعهٔ سامانه‌های پویایی که دارای فضای فاز دوبُعدی هستند، یک چرخهٔ حدی، یا یک دورهٔ حدی، مسیر بسته‌ای در فضای فاز است که پس از طی زمان لازم سامانه به وضعیتی در بی‌نهایت مثبت ویا منفی می‌رسد. به هر سامانه‌ای که چنین رفتاری داشته باشند، سامانهٔ غیرخطی می‌گویند. این چنین سامانه‌هایی اولین بار به وسیلهٔ پوآنکاره معرفی شدند. سامانه‌هایی با چرخهٔ حدی اساساً دارای سه وضعیت هستند. سامانه گاهی به یک نقطه در داخل دور یا در نقطه‌ای خارج از دور پس از صرف زمان مناسب می‌رسد. در برخی شرایط، سامانه بر روی یک مسیر بسته در فضای فاز در حرکت می‌ماند و از آن خارج نمی‌شود.

در تصویر سه مسیر در فضای فاز قابل مشاهده است. مسیر درشت نگاشته شده، مسیری است که سامانه دریک چرخه حدی قرار گرفته است و تا زمانی که عاملی آن را تحدید نکند، در آن می‌ماند. مسیر داخلی این دور مخدود که به شکل یک مارپیج است در نهایت به یک نقطه منتهی می‌شود که به نقطهٔ پایدار شناخته می‌شود. مسیر خارج از چرخه حدی هم به شکل مارپیچ است اما تفاوت این مسیر با مسیر داخی در این است که سامانه در چنین مسیری اصطلاحاً آشوبناک است. و نقطه یا حالتی مشخض برای سامانه معرفی نمی‌شود.

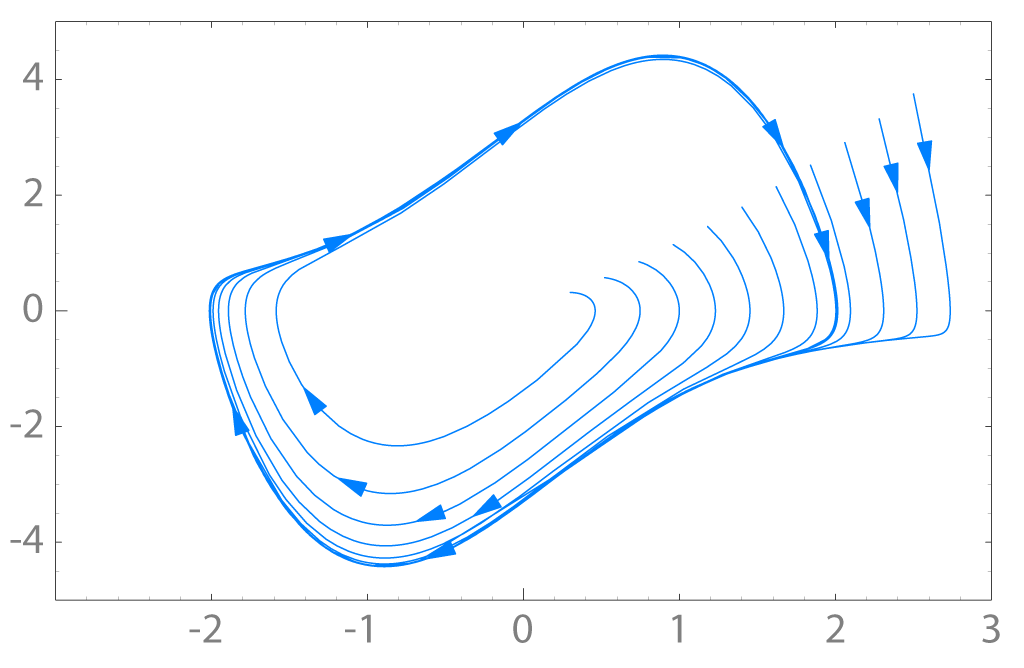
چرخه حد پایدار (با حروف گل‌درشت) برای نوسان‌ساز واندر پل

## تعریف
یک سامانهٔ پویای دوبعدی را به صورت زیر در نظر می‌گیریم:
{\displaystyle x'(t)=V(x(t))}به طوری که
{\displaystyle V:\mathbb {R} ^{2}\rightarrow \mathbb {R} ^{2}}
یک نگاشتْ یک‌به‌یک و به‌عنوان تابع، خوش‌رفتار است. مسیر این سامانه بعضی اوقات یک تابع خوش‌رفتار در فضای حقیقی است که می‌توان آن را با یک معادلهٔ دیفرانسیل نشان داد. چنین مسیرهایی که پس از گذشت زمانی دوباره به نقطهٔ آغازینشان بازمی‌گردند را چرخه حدی می‌نامند. البته به هر صورت سامانه باید پویا باشد. یک سامانه ثابت را در این دسته قرار نمی‌دهیم. بدیهی است این مسیر سامانه‌ای تناوبی است و با زبان ریاضی چنین است:
{\displaystyle x(t+t_{\circ })=x(t);\quad t_{\circ }>0,t\in \mathbb {R} }